# باشگاه فوتبال بیشاپس استورتفورد
باشگاه فوتبال بیشاپس استورتفورد (به انگلیسی: Bishop's Stortford Football Club) یک باشگاه فوتبال در شهر بیشاپس استورفورد، کشور انگلستان است که در سال ۱۸۷۴ میلادی تأسیس شده‌است.